# درگیری‌های اسرائیل و غزه (مه ۲۰۱۹)
نبرد ماه مه ۲۰۱۹ اسرائیل-غزه، منازعه نظامی است که با شلیک یک تک‌تیرانداز فلسطینی به سربازان اسرائیلی در ۳ می ۲۰۱۹ در حین تظاهرات هفتگی بازگشت، آغاز شد. نیروی هوایی اسرائیل، متقابلاً اقدام به حمله هوایی به موضع حماس کرد و حماس در مقابله اقدام به شلیک صدها راکت به سرزمین‌های اشغالی کرد که با حملات اسرائیل به نوار غزه پاسخ داده شد. در نهایت با مرگ ۳ اسرائیلی و ۲۲ فلسطینی در ۶ مه، بین طرفین آتش‌بس برقرار شد.
فلسطین، اسرائیل را متهم به جنایت جنگی از جمله کشتن یک زن باردار و نوزادش کرد. اما اسرائیل این ادعا را رد می‌کند.

## تبادل آتش

### ۳ مه
در ۳ مه در حین تظاهرات هفتگی در مرز غزه، دو سرباز اسرائیلی در اثر حمله یک تک‌تیرانداز غزه ای که به ادعای ارتش اسرائیل، وابسته به جهاد اسلامی فلسطین بود، زخمی شدند. در مقابل، نیروی هوایی اسرائیل به یک موضع حماس در نزدیکی همان‌جا حمله کرد و باعث تشدید درگیری و مرگ ۴ و زخمی شدن ۶۰ فلسطینی شد. به نوشته نیویورک تایمز، حمله به سربازان اسرائیلی، نشان دهندهٔ لبریز شدن صبر مردم غزه در اثر محاصره اقتصادی است.